# Middleton (Belford)
Middleton – wieś w Anglii, w hrabstwie Northumberland. Leży 74 km na północ od miasta Newcastle upon Tyne i 471 km na północ od Londynu. W 2001 miejscowość liczyła 136 mieszkańców.